# Crochet d'amarrage

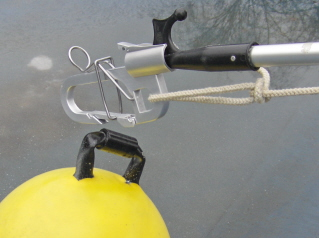
Un crochet d'amarrage

Le crochet d'amarrage est un dispositif pour fixer ou détacher à distance une amarre d'un navire de plaisance.